# Chapoda peckhami
Chapoda peckhami là một loài nhện trong họ Salticidae.
Loài này thuộc chi Chapoda. Chapoda peckhami được Richard C. Banks miêu tả năm 1929.